# Anomala obscuroaenea
Anomala obscuroaenea är en skalbaggsart som beskrevs av Leon Fairmaire 1887. Anomala obscuroaenea ingår i släktet Anomala och familjen Rutelidae. Inga underarter finns listade i Catalogue of Life.